# Noesi
Noesi (en grec νόησις, 'intuïció, penetració') és un terme filosòfic que el Termcat defineix com a «intuïcio intel·lectual com aspecte actiu i subjectiu de l'experiència viscuda». És un terme que Edmund Husserl (1859-1938) va introduir modernament en el pensament fenomenològic juntament amb un altre de la mateixa arrel grega: 'noema'. Així, anomena 'noesi' el procés intencional de consciència, mentre que 'noema' n'és el seu contingut ideal.
Té el seu origen en el pensament filosòfic de Plató. Ell creà una correspondència entre els camps d'estudi de la metafísica i l'epistemologia, basada en la divisió del món en allò sensible i allò intel·ligible; al món sensible correspon el criteri de la doxa (l'opinió) en tant que material, aparencial, finit, mutable i, per tant, enganyós; a allò intel·ligible, el món de les idees, correspon l'episteme, en tant que facultat de penetració intel·lectiva. La noesi seria l'instrument que té la ment humana per captar allò que és immutable.
La noesi té cabuda en el món intel·ligible de Plató, ço és, en el món de les idees. Per a Aristòtil, en canvi, la noesi es refereix a aquella capacitat de la raó d'intuir de forma immediata el coneixement, dels primers principis del coneixement, si, i només si, és de la realitat immediata, contrària a la compressió de les idees de Plató.
Concepte subjacent a bona part de la tradició filosòfica occidental, la noesi fou particularment important en el pensament fenomenològic d'Edmund Husserl, per a qui representà l'experiència viscuda en conjunt, des d'un punt de vista subjectiu, és a dir, el conjunt d'actes de comprensió enfocats sobre l'objecte de l'experiència, com la percepció, la imaginació o el record. Per a ell, la noesi és un procés que relaciona la ment i el sentit d'allò «mentat».